# Lamawolo (Ile Boleng)
Lamawolo is een bestuurslaag in het regentschap Flores Timur van de provincie Oost-Nusa Tenggara, Indonesië. Lamawolo telt 1270 inwoners (volkstelling 2010).